# 永遠のぼくら sea side blue
『永遠のぼくら sea side blue』（えいえんのぼくら シーサイドブルー）は、2015年6月24日水曜日の21:00 - 22:54に日本テレビ系で放送された、特別ドラマ企画作品のテレビドラマ。主演は有村架純。海で出会った8人の男女の青春を細やかに描いたドラマ。

## キャスト
松岡 あおい（まつおか あおい）
演 - 有村架純
永田 拓（ながた たく）
演 - 山﨑賢人
芹沢 亮（せりざわ りょう）
演 - 浅香航大
丹羽 麗子（にわ れいこ）
演 - 清野菜名
飯野 奏介（いいの そうすけ）
演 - 矢本悠馬
佐伯 夢花（さえき ゆめか）
演 - 成海璃子 (特別出演)
近藤 瞬二（こんどう しゅんじ）
演 - 東出昌大 (特別出演)
山内 航汰（やまうち こうた）
演 - 窪田正孝
鰤沢 勝男（ぶりさわ かつお）
演 - 柳沢慎吾
堂崎 早苗（どうざき さなえ）
演 - 高橋ひとみ
一之瀬 久志（いちのせ ひさし）
演 - 小沢一敬（スピードワゴン）
一之瀬 美恵子（いちのせ みえこ）
演 - 内田慈
松岡 澄子（まつおか すみこ）
演 - 坂井真紀
松岡 英太（まつおか えいた）
演 - 矢島健一
松岡 はるか（まつおか はるか）
演 - 花坂椎南

## スタッフ
- 脚本：渡辺千穂
- 演出：西村了（AXON）
- 海洋学監修：河野洋（東京海洋大学）
- 取材協力：北里大学海洋生命科学部、海洋研究開発機構、黒潮生物研究所
- スタントコーディネート：深作覚
- 技術協力：池田屋
- 美術プロデュース：高野雅裕
- 美術デザイン：大竹潤一郎、高橋太一
- 美術協力：日本テレビアート
- 劇中歌
  - カーペンターズ「イエスタデイ・ワンス・モア」
  - シンディ・ローパー「トゥルー・カラーズ」
- 選曲・音響効果：メディアハウスサウンドデザイン
- CG：マリンポスト
- ポスプロ：ビーグル、映広
- チーフプロデューサー：伊藤響
- プロデューサー：枝見洋子、池田貞子（ザ・ワークス）、茂山佳則（AXON）
- 制作協力：AXON、ザ・ワークス
- 製作著作：日本テレビ